# 北京京客隆商業集團
北京京客隆商業集團股份有限公司，簡稱北京京客隆（英語：Beijing Jingkelong Company Limited，港交所：0814），在1994年5月22日，當時由北京市政府批准成立一家國有企業，名為「關東店商廈」，1995年7月10日在朝阳区劲松东口开设首家京客隆超市。現時由北京市朝陽副食品總公司為主要股東，持有40.61%股權。
現時業務主要区域购物中心、大卖场、综合超市、便利店等，包括新建、租赁、加盟和托管等連鎖商店。現時董事長為衛停戰。
總部位於北京市朝阳区新源街45号楼。而股份則首次在2006年9月25日於香港交易所創業板上市，當時代碼為8245.HK，招股價為4.5港元，發行股份為132,000,000股H股，集資額為594,000,000港元。在不足1年內，也就是2007年尾，京客隆提出計劃轉在主板上市，而在股東大會批准下，安排在2008年2月28日轉在主板上市。

## 連結
- JKL.com.cn